# Kurt Johnsson
Kurt Johnsson (* um 1940) ist ein ehemaliger schwedischer Badmintonspieler. Sture Johnsson ist sein Bruder.

## Karriere
Kurt Johnsson gewann 1964 seinen ersten nationalen Titel in Schweden, was auch sein einziger bleiben sollte. International siegte er unter anderem bei den Norwegian International und in Tröbitz.

## Sportliche Erfolge
| Saison    | Veranstaltung                                    | Disziplin    | Platz | Name                                                 |
| --------- | ------------------------------------------------ | ------------ | ----- | ---------------------------------------------------- |
| 1961      | Norwegian International                          | Herrendoppel | 1     | Leif Ekedahl / Kurt Johnsson                         |
| 1963/1964 | Schweden: Einzelmeisterschaft                    | Herreneinzel | 1     | Kurt Johnsson (Hisingen)                             |
| 1964      | DDR: Internationales Federballturnier in Tröbitz | Herreneinzel | 2     | Kurt Johnsson                                        |
| 1964      | DDR: Internationales Federballturnier in Tröbitz | Herrendoppel | 1     | Oon Chong Teik / Kurt Johnsson                       |
| 1964      | Norwegian International                          | Herreneinzel | 1     | Kurt Johnsson                                        |
| 1968/1969 | Schweden: Einzelmeisterschaft                    | Herreneinzel | 1     | Kurt Johnsson (Hisingen)                             |
| 1969/1970 | Schweden: Einzelmeisterschaft                    | Mixed        | 1     | Kurt Johnsson / Karin Lindquist (Hisingen / BK Eken) |
| 1971      | Norwegian International                          | Herrendoppel | 1     | Kurt Johnsson / Thomas Kihlström                     |
| 1978/1979 | Schweden: Einzelmeisterschaft O35                | Herreneinzel | 1     | Kurt Johnsson (Västra Frölunda)                      |
| 1979/1980 | Schweden: Einzelmeisterschaft O35                | Herreneinzel | 1     | Kurt Johnsson (Västra Frölunda)                      |
| 1980/1981 | Schweden: Einzelmeisterschaft O35                | Herreneinzel | 1     | Kurt Johnsson (Västra Frölunda)                      |
| 1981/1982 | Schweden: Einzelmeisterschaft O35                | Herreneinzel | 1     | Kurt Johnsson (Västra Frölunda)                      |
| 1982/1983 | Schweden: Einzelmeisterschaft O35                | Herreneinzel | 1     | Kurt Johnsson (Göteborgs BK)                         |
| 1983/1984 | Schweden: Einzelmeisterschaft O35                | Herreneinzel | 1     | Kurt Johnsson (Spårvägen)                            |

## Referenzen
- http://iof1.idrottonline.se/SvenskaBadmintonforbundet/Forbundet/Statistik/Seniorer/SvenskaMasterskapsenior/

| Personendaten    | Personendaten                 |
| ---------------- | ----------------------------- |
| NAME             | Johnsson, Kurt                |
| KURZBESCHREIBUNG | schwedischer Badmintonspieler |
| GEBURTSDATUM     | um 1940                       |